# 根加凯德
根加凯德是印度马哈拉施特拉邦伯尔珀尼县的一个城镇。总人口40412（2001年）。

## 人口
该地2001年总人口40412人，其中男性20731人，女性19681人；0—6岁人口6589人，其中男3436人，女3153人；识字率60.27%，其中男性为68.26%，女性为51.85%。